# اداره مرکزی آمار سوریه
اداره مرکزی آمار (CBS) (به عربی: المکتب المرکزی للإحصاء) آژانس آماری است که مسئول جمع آوری "اطلاعات مربوط به فعالیت ها و شرایط اقتصادی، اجتماعی و عمومی" در سوریه است. این دفتر پاسخگوی دفتر نخست وزیر است و دفاتر اصلی آن در دمشق است. این اداره در سال ۲۰۰۵ تاسیس شد و توسط یک شورای اداری به ریاست معاون نخست وزیر در امور اقتصادی اداره می شود.
پس از اینکه دولت سوریه بازسازی زیرساخت ها را در سال ۲۰۱۱ آغاز کرد، این دفتر شروع به انتشار داده ها از سال ۲۰۱۱ تا ۲۰۱۸ کرد.